# Kálmán
Kálmán est un prénom hongrois masculin.

## Étymologie
Kálmán est un prénom hongrois ancien, provenant d'un anthroponyme d’origine turque, signifiant reste, survivant, ou simplement référence à la ville perse de Kerman.

## Équivalents
- Colmano

## Personnalités portant ce prénom
- Kálmán Darányi
- Kálmán Giergl
- Kálmán Kalocsay
- Kálmán Kandó
- Kálmán Kovács
- Kálmán Lambrecht
- Kálmán Mészöly
- Kálmán Mikszáth
- Kálmán Székány
- Kálmán Széll
- Kálmán Tisza

## Fête
Les "Kálmán" se fêtent le 13 octobre.